# Ruschia langebaanensis
Ruschia langebaanensis är en isörtsväxtart som beskrevs av L. Bol. Ruschia langebaanensis ingår i släktet Ruschia och familjen isörtsväxter. Inga underarter finns listade i Catalogue of Life.